# Dom Włoski w Krakowie
Dom Włoski również Włoska Kamienica lub Kamienica Montelupich – zabytkowa kamienica znajdująca się w Krakowie, w dzielnicy I przy Rynku Głównym 7, na Starym Mieście.

## Opis
Pierwotny dom gotycki znajdujący się w tym miejscu został gruntownie przebudowany w latach 1556–1561 na zlecenie rodziny Montelupich. Jednym z właścicieli kamienicy był Sebastian Montelupi, który na podstawie przywileju z dn. 22 czerwca 1569 r. objął zarząd działającej wówczas w Polsce poczty. Jego dom stał się zatem siedzibą tej instytucji. Głównym klientem poczty Montelupiego był dwór królewski i polska dyplomacja. Początkowo listy i pakunki przewożono na trasie z Krakowa do Wenecji i z powrotem. Gońcy mieli przemierzać tę trasę co 15 dni. Później, gdy uruchomiono połączenie Warszawa – Wilno, ta nowa trasa obsługiwana była co 17 dni. Królowi zapewniono otrzymywanie przesyłek co tydzień (podczas jego pobytu w dowolnym miejscu w Koronie) lub co trzy tygodnie (podczas jego pobytu na Litwie). Za swoje usługi Montelupi otrzymywał rocznie 1300 talarów oraz korzystał z opłat za przesyłki prywatne. Do jego dyspozycji stały ponadto podwody królewskie. Po wymarciu rodu Montelupich kamienica stała się własnością rodziny Cortinich. W drugiej połowie XVII wieku przejęło ją Bractwo Włoskie, skupiające Włochów zamieszkałych w Krakowie. Pod koniec XIX wieku kamienicę odrestaurował architekt Władysław Ekielski.
Do obszernej sieni prowadzi manierystyczny portal z łacińską sentencją Te cum habita. Na sklepieniu sieni zachowały się herby pierwszych właścicieli rodziny Montelupich. Z sieni na podwórze prowadzi portal, pochodzący z połowy XVI wieku, przeniesiony tutaj z sąsiedniej kamienicy. Obok portalu z lewej strony obejrzeć można barokową płaskorzeźbę św. Floriana, pochodzącą z XVII w. W podworcu w oficynie mieściła się do 1990 słynąca ze znakomitych wyrobów firma cukiernicza Scherchardta, której właściciel pochodził ze Lwowa, a w Krakowie osiedlił się w 1946.
Pod bramą tej kamienicy odprawiano polskich kurierów pocztowych wyruszających regularnie z listami do Wenecji. Pierwszy kurier wyruszył z tego miejsca w 1569; informuje o tym wydarzeniu tablica pamiątkowa wmurowana tutaj w 400-lecie poczty polskiej w 1969.
Dwa piętra kamienicy zajmuje hostel (2009 r.).
23 maja 1932 kamienica została wpisana do rejestru zabytków. Znajduje się także w gminnej ewidencji zabytków.